# Yuzu
Yuzu (Citrus ichangensis x C. reticulata; în japoneză ユズ, 柚, 柚子 yuzu) este o plantă citrică originară din Asia de Est. Fructul seamănă cu un grapefruit mai mic (diametrul este între 5,5 și 7,5 cm), de culoare galbenă sau verde.

### Întrebuințări
Yuzu amintește la gust de grapefruit (dar oarecum și de mandarină) fiind acrișor-amărui. Nu este mâncat decât rareori ca fruct, în schimb este foarte mult folosit în bucătăria japoneză, la fel cum este folosită lămâia în bucătăria europeană.
Din yuzu se fac oțet, marmeladă, etc. și este folosit ca ingredient  din coacerea prăjiturilor.
Are un miros plăcut, dar cam puternic și de aceea uleiul obținut din coaja de yuzu este folosit ca parfumant. În Japonia, în ziua  solstițiului de iarnă, există obiceiul ca fructul yuzu întreg, necojit, să fie băgat în apa de baie din cadă pentru a furniza un miros relaxant, dar și din motive terapeutice, cercetări recente susținând că o baie făcută în apă cu yuzu, ridică nivelul de noradrenalină în corpul omenesc de 4 ori . Astfel, se pare, că are efecte pozitive pentru combaterea nevralgiilor. Acidul citric și vitamina C din coajă se pare că ar contribuie la tratamentul diferitelor boli de piele (piele crăpată, degerături, etc.), circulația sângelui, accelerându-se. Astfel, planta yuzu reprezintă un remediu pentru cei care sunt foarte sensibili la frig.
În Coreea, (unde se numește yuja) coaja tăiată în felii subțiri este folosită împreună cu zahăr și miere de albine pentru a face un fel de dulceață mai subțire, care apoi poate fi amestecată cu apă fierbinte rezultând într-o băutură numită yujacha (ceai de yuja), care este deseori folosită ca  remediu pentru răceală.

### Galerie foto

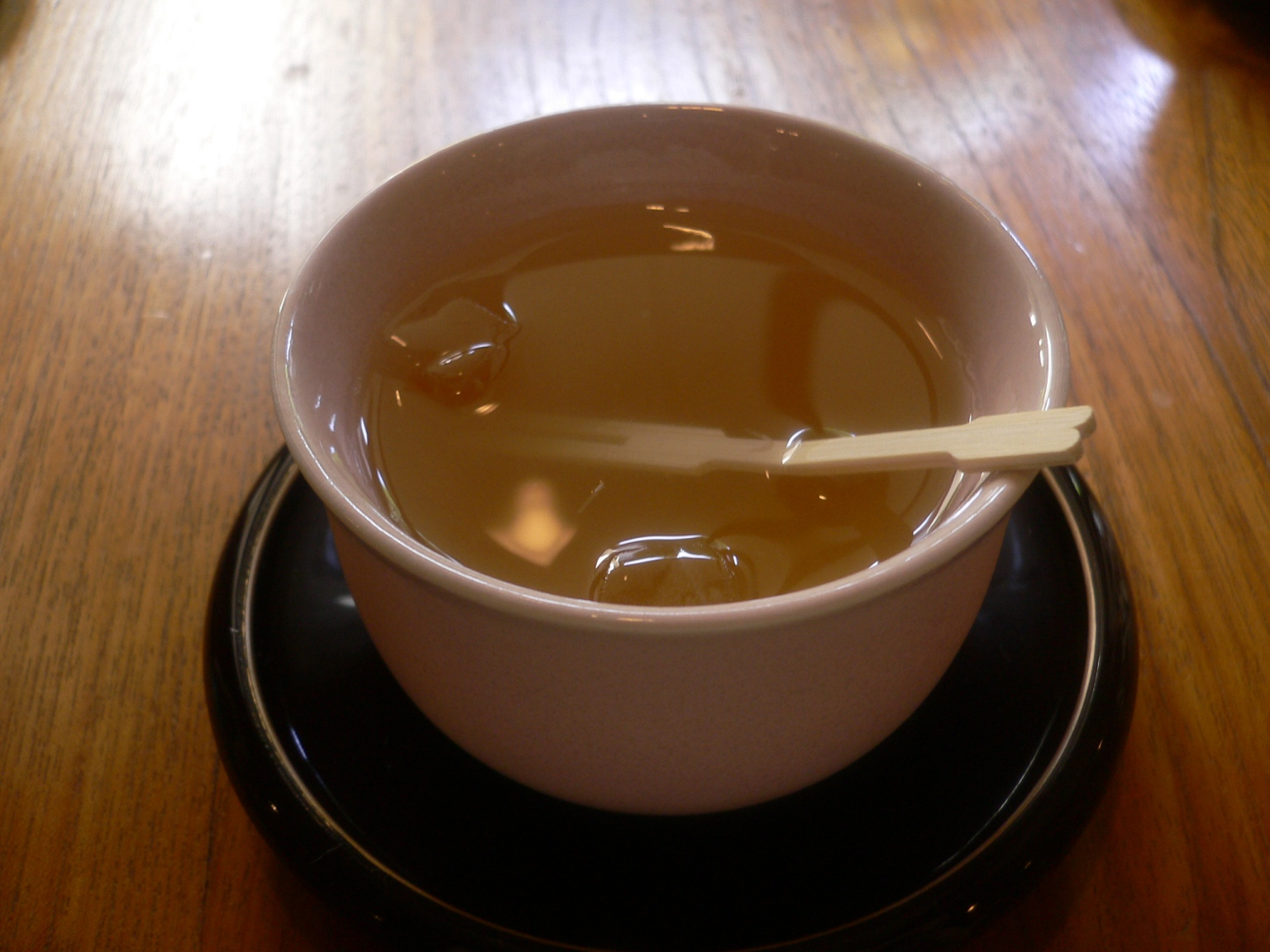
Yujacha
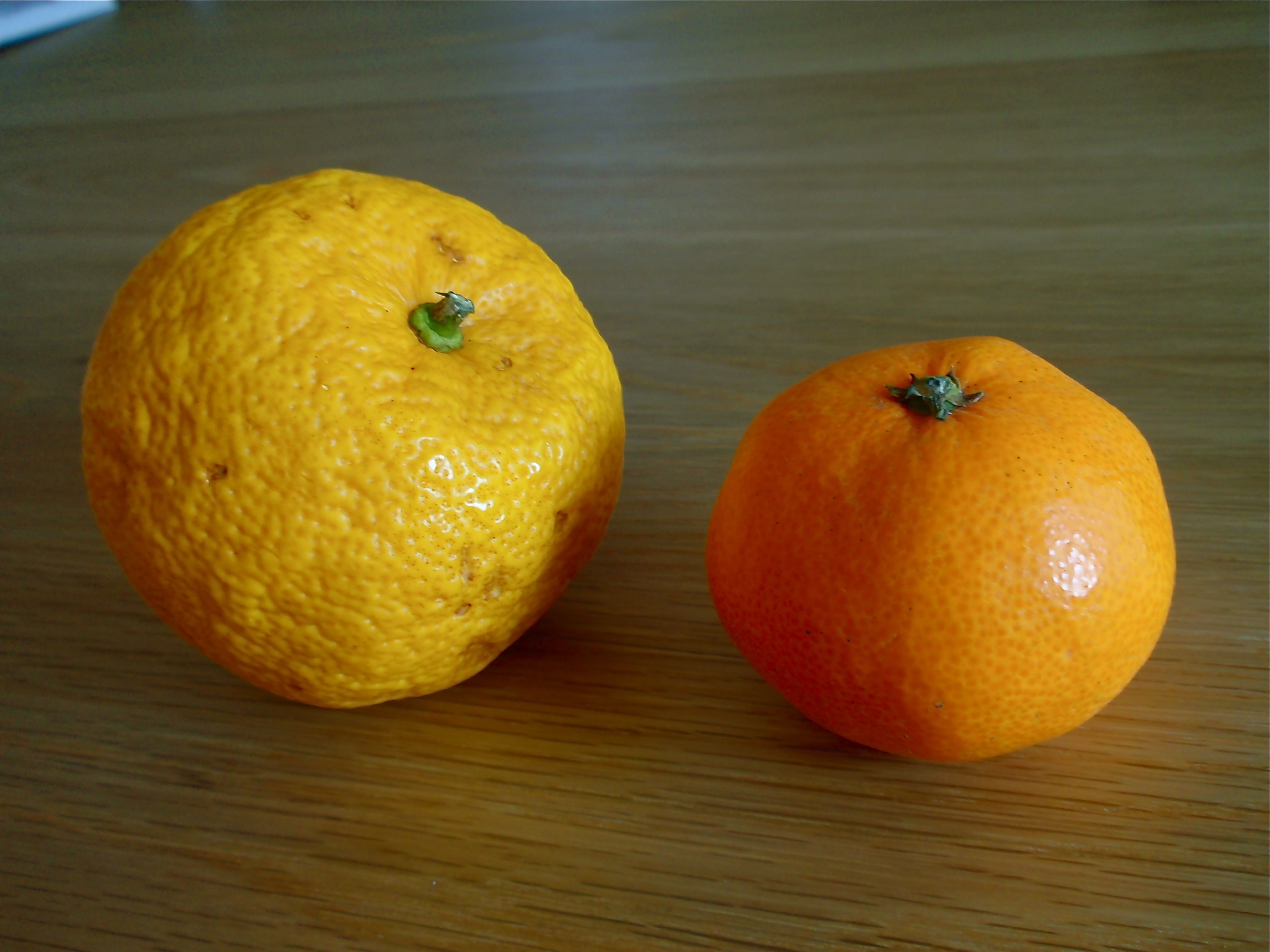
Yuzu (stânga) și mikan (dreapta)
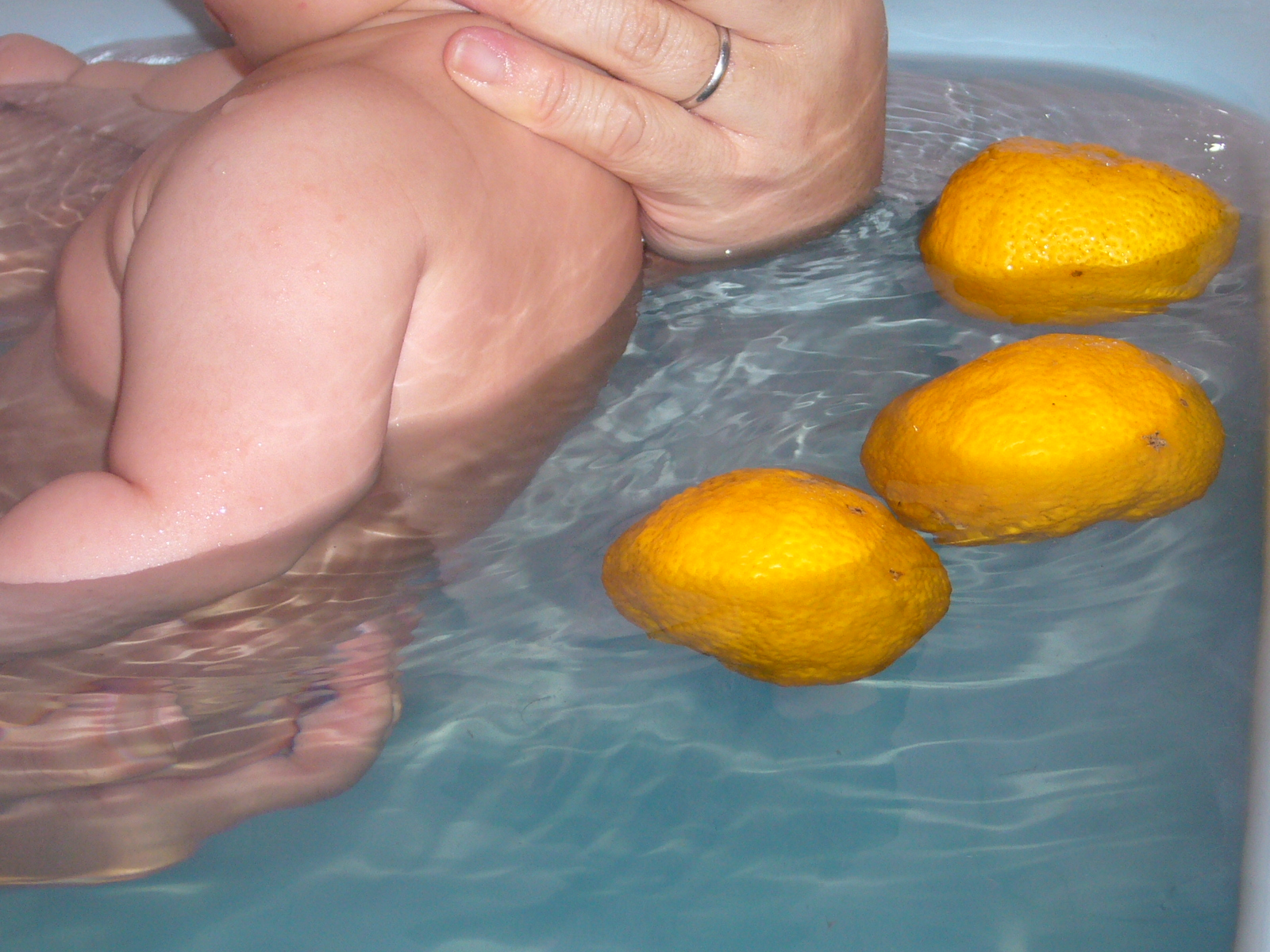
Yuzu în cada de baie